# 赤いドレスの男
『赤いドレスの男』（あかいドレスのおとこ）は、高口里純による日本の漫画。高口里純にとって初の週刊連載となったが、最終話まで描きためていたため、締め切りに追われることは無かった（文庫版あとがきより）。

## あらすじ
サブタイトル
1. 不良主婦、只今離婚訴訟中
2. 再びシャネルの女
3. Body Heart & Ｃity Heart
4. 犯行声明〝赤いドレスの男〟
5. 深夜の赤い夢
6. 5発目の波紋
7. TARGET
8. 赤と青の交錯
9. 残り3ツ!
10. 水曜日の爆破
11. ロクな男いない

## 登場人物
松本 法恵（まつもと のりえ）
離婚訴訟中の30歳前後の主婦。娘を引き取りたいが経済力が無く、お金を必要としていた。太田常男が仕掛けた爆弾の爆発現場で優香子を目撃し、優香子が爆弾の仕掛けられている場所と爆破日時が分かっていると知る。爆破される所を脅迫してお金を手に入れようと思い付き、便乗事件を起こした。
北条 優香子（ほうじょう ゆかこ）
ワンレングスの髪が自慢の19歳の女子大生。シャネルのバックなど高級品を身につけている。遊び人で社会性がない。太田常男から10個の爆弾の内、5個までの爆破地、爆破時間を遺書で知らされていた。
太田 常男（おおた つねお）
優香子にフラれた当てつけに自殺した21歳の理工学部の大学生。自殺する前に10個の爆弾を仕掛け、優香子を殺そうとした。犯行声明で〝赤いドレスの男〟と名乗る。
松本 直美（まつもと なおみ）
法恵の娘。幼稚園児。
法恵の夫
法恵が妊娠し子供が産まれてもタバコを止めず、育児に熱心ではなかった。しかし法恵が子供の世話をせず飲み歩いていると知り、離婚訴訟を起こした。

## 書誌情報
- 高口里純『赤いドレスの男』〈モーニングKC〉全1巻
  - 1990年5月発行、ISBN 4-06-102709-3
- ［文庫版］高口里純『赤いドレスの男』〈講談社漫画文庫〉全1巻
  - 1996年2月発行、ISBN 4-06-260198-2

### 書誌情報出典
- 講談社コミックプラス『赤いドレスの男』
- 講談社コミックプラス『赤いドレスの男』［文庫版］